# دبسيس إصبعي
دبسيس إصبعي (الاسم العلمي:Dypsis digitata) هو نوع من النبات يتبع جنس الدبسيس من الفصيلة الفوفلية.